# Bradycneme
Bradycneme (betekent 'zwaar been') is een geslacht van uitgestorven theropode dinosauriërs uit de Sânpetru-formatie uit het Laat-Krijt (Maastrichtien) van het Hațeg-bekken, Transsylvanië, Roemenië. Het geslacht bevat als enige soort Bradycneme draculae, alleen bekend van een gedeeltelijk rechteronderbeen (specimen BMNH A1588), waarvan de oorspronkelijke beschrijvers geloofden dat het afkomstig was van een gigantische uil. Het is wellicht een jonger synoniem van Heptasteornis.

## Geschiedenis
In 1975 benoemden Colin James Oliver Harrison en Cyril Alexander Walker twee 'bradycnemiden' uit Roemenië: Bradycneme draculae en Heptasteornis andrewsi. Deze exemplaren waren aanvankelijk toegewezen aan de veronderstelde pelecaniforme vogel Elopteryx nopcsai. De geslachtsnaam Bradycneme komt van het Oudgriekse bradys (βραδύς), wat 'langzaam, zwaar' betekent en knèmè (κνήμη), wat '(scheen)been' betekent, omdat het holotype BMNH A1588, in 1929 aan Elopteryx toegewezen, een 37,8 millimeter brede distale tibiotarsus gevonden door Maud Eleanora Seeley, erg robuust zou zijn als het dier een uil was geweest. De omvang zou waarlijk gigantisch zijn geweest met een lichaamslengte van ongeveer twee meter. De soortaanduiding draculae is afgeleid van het Roemeense dracul, wat 'de draak' betekent en verwijst naar Dracula.
De claim baarde groot opzien, de reuzenuilen werden een geliefd onderwerp van illustraties en er was veel speculatie over de mogelijke levenswijze van zulke grote dieren. In de jaren zeventig werd echter ook de hypothese dominant dat vogels dinosauriërs zijn en dat riep de vraag op of de vermeende uilen geen beenderen van basalere Dinosauria konden vertegenwoordigen die in bouw wat dichter bij de vogels stonden. Olson noemde de identificatie achteraf one of the most egregious errors ever made in avian paleontology. Een fundamenteel probleem was dat de vondsten helemaal geen synapomorfieën met de uilen delen. Verder werd een breuk in het fossiel voor een fossa aangezien.
Beginnend met Pierce Brodkorb, werden de exemplaren al snel vergeleken met kleine theropode dinosauriërs. Bradycneme, Elopteryx en Heptasteornis zijn sindsdien vele malen gesynonymiseerd, gesplitst en opnieuw beoordeeld, deels vanwege de fragmentarische aard van de overblijfselen; ze bestaan uit drie proximale dijbeenderen en drie distale tibiotarsi, die kunnen behoren tot één, twee of drie soorten. Gewoonlijk wordt ten minste één hunner als een troödontide beschouwd.
In de meest recente beoordelingen bleken Bradycneme en Heptasteornis identiek te zijn; hoogstwaarschijnlijk basale leden van de Tetanurae in één onderzoek, maar Darren Naish volgde de synonymie niet en had als uitkomst van zijn analyse dat Heptasteornis een alvarezsauride was, terwijl Bradycneme was geclassificeerd als een onbepaalde maniraptoor. In een classificatie uit 2011 wees Tom Holtz Bradycneme toe aan de Alvarezsauridae samen met Heptasteornis. Een verschil met Heptasteornis lijkt te zijn dat de binnenrand van de opgaande tak van het sprongbeen niet ingekeept is.